# Carolina Porporatto
Carolina Inés Porporatto (San Francisco, Córdoba, Argentina; 1993 - Ibídem; 11 de enero de 2017) fue una periodista, ajedrecista, docente y locutora argentina.

## Carrera
Hija de Susana Leineker, vivió junto con su hermana Vicky en una casa de clase media en la provincia de Córdoba. Porporatto fue una joven periodista sanfrancisqueña que estudió Comunicación Social en el Centro Universitario San Francisco (CUSF). Egresada de la Escuela Normal de Villa María, trabajó como locutora en la emisora FM sanfrancisqueña Radio Estación 102.5, donde comunicaba las últimas noticias periodísticas. Anteriormente trabajó en Radio Centro FM 97.1.
Más allá de su carrera en la radiofonía cordobesa, fue una ajedrecista que ganó la sexta etapa del Circuito de Ajedrez CENCAR - UNVM 2016 que se realizó en Villa María, ganando el primer premio "Eduardo Daniele" que es organizado en forma conjunta entre el Taller de Ajedrez del CENCAR de Villa Nueva y la Secretaría de Bienestar de la Universidad Nacional de Villa María. Fue además árbitro regional de ajedrez, vicepresidente del Círculo de Ajedrez de San Francisco y jugadora de la Asociación de Ajedrez de la Provincia de Córdoba (AAPC).

## Trabajos periodísticos
- Campañas legislativas de la UCR y el impacto de internet (2013).

## Fallecimiento
Porporatto había sido intervenida a fines de diciembre de 2016 en una de sus rodillas por unos ligamentos cruzados y se encontraba en etapa de rehabilitación. Al parecer, unos cóagulos se desprendieron de esa zona y se trasladaron hasta sus pulmones y su estado se agravó inesperadamente. Fue trasladada a la terapia intensiva de la Clínica Regional del Este, sufriendo allí algunas paradas cardíacas por una trombosis pulmonar y murió finalmente a las 23:00  del 11 de enero de 2017. Porporatto tenía 23 años.